# Dolmen des Pousselons
 (septembre 2021).
Si vous disposez d'ouvrages ou d'articles de référence ou si vous connaissez des sites web de qualité traitant du thème abordé ici, merci de compléter l'article en donnant les références utiles à sa vérifiabilité et en les liant à la section « Notes et références ».
Le dolmen des Pousselons, appelé aussi dolmen de Navarre, est un dolmen situé à La Crau, dans le département du Var en France.

## Historique
Il a été découvert en 2004 par P. Chapon, archéologue à l'INRAP.

## Description
Situé à une dizaine de mètres à gauche d'un chemin descendant depuis la crête, le dolmen se dresse au centre d'un large tumulus en pierres d'une quinzaine de mètres de diamètre. De forme rectangulaire, il est orienté au sud-ouest.
Quelques orthostates de taille modeste sont encore en place, et une grande dalle, peut être ancienne dalle de couverture, git en travers. L'architecture du dolmen, extrêmement endommagé, est difficilement perceptible dans son environnement.

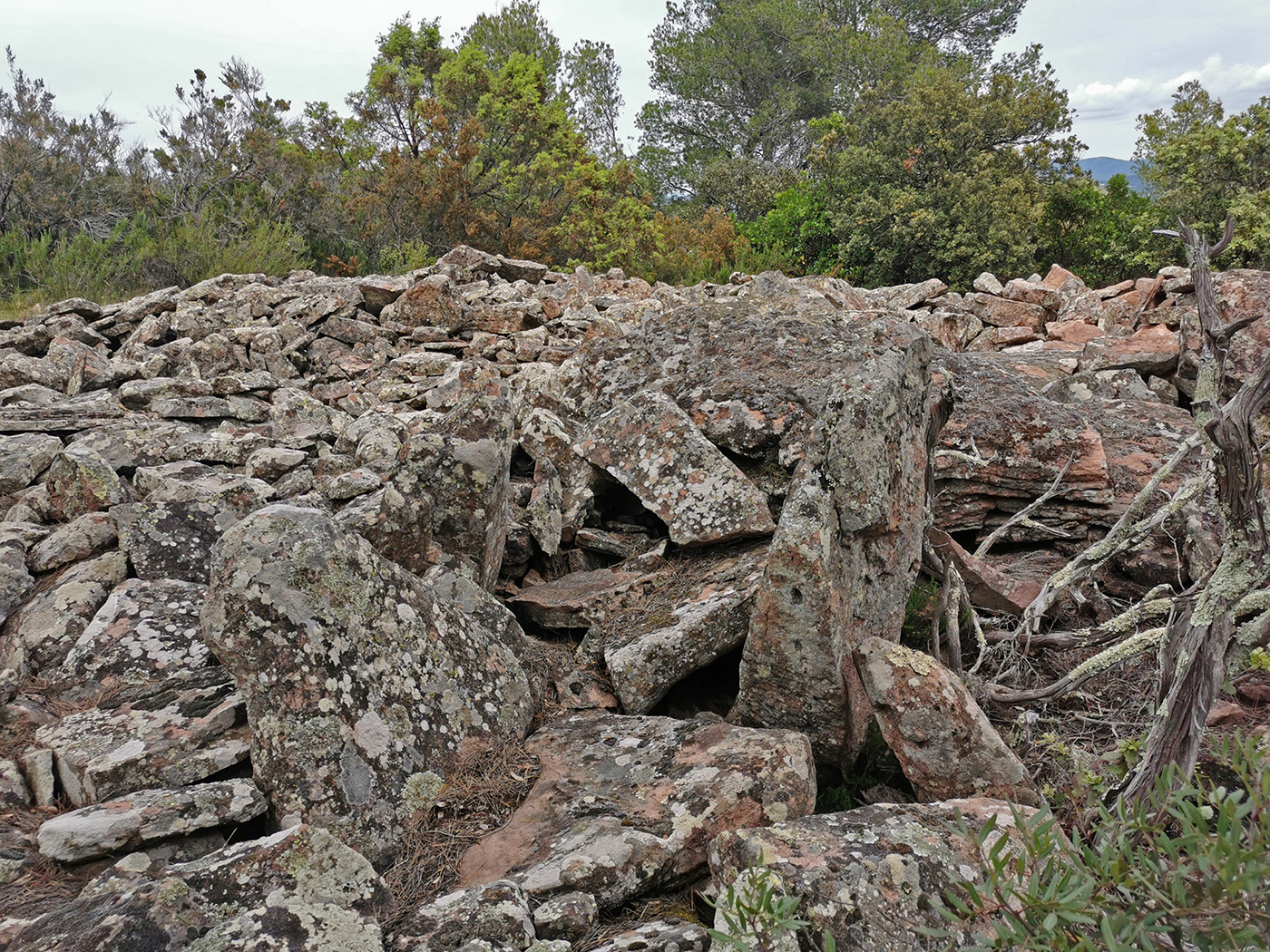
Vue de l'entrée sud ouest
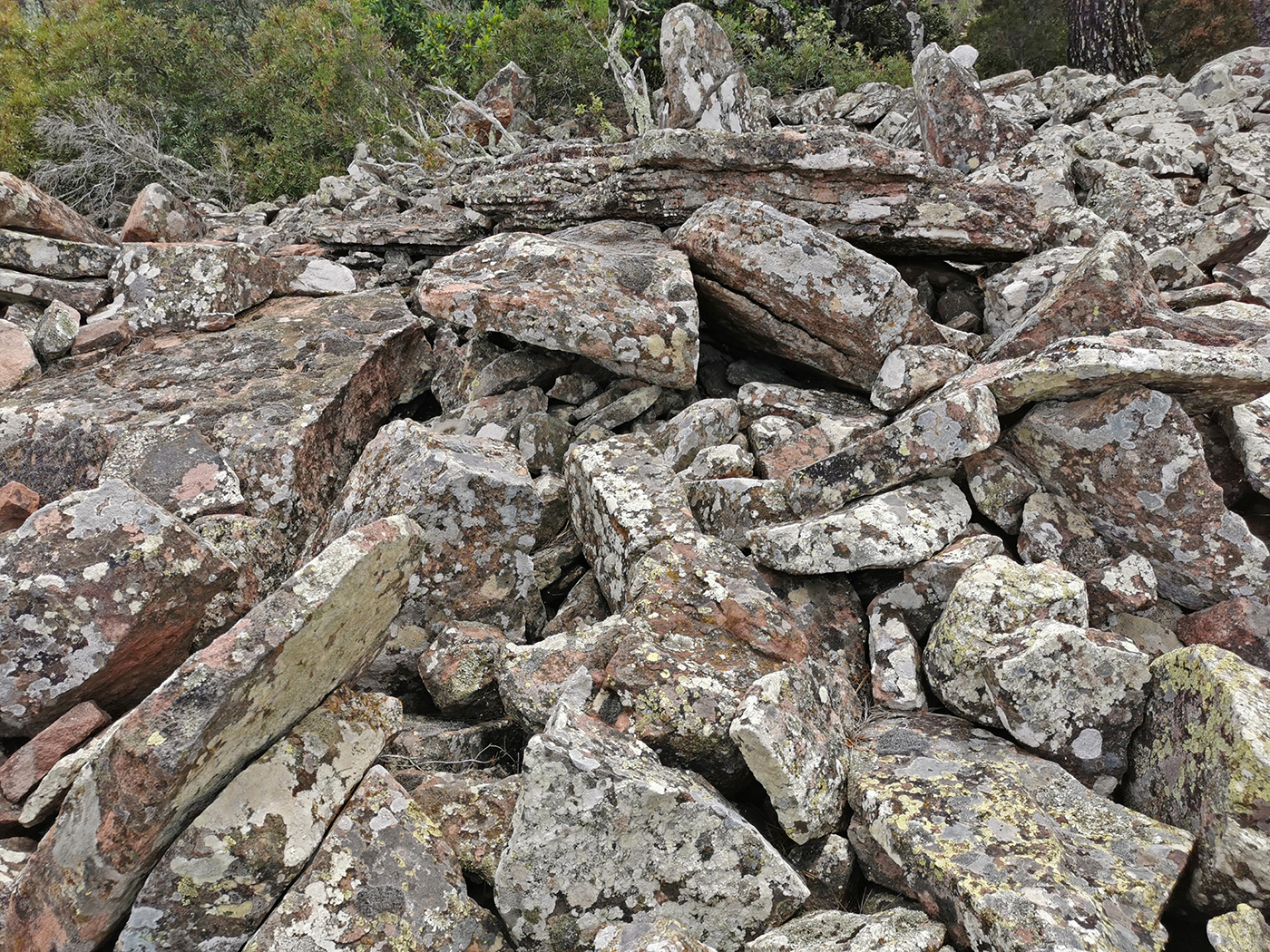
Vue arrière
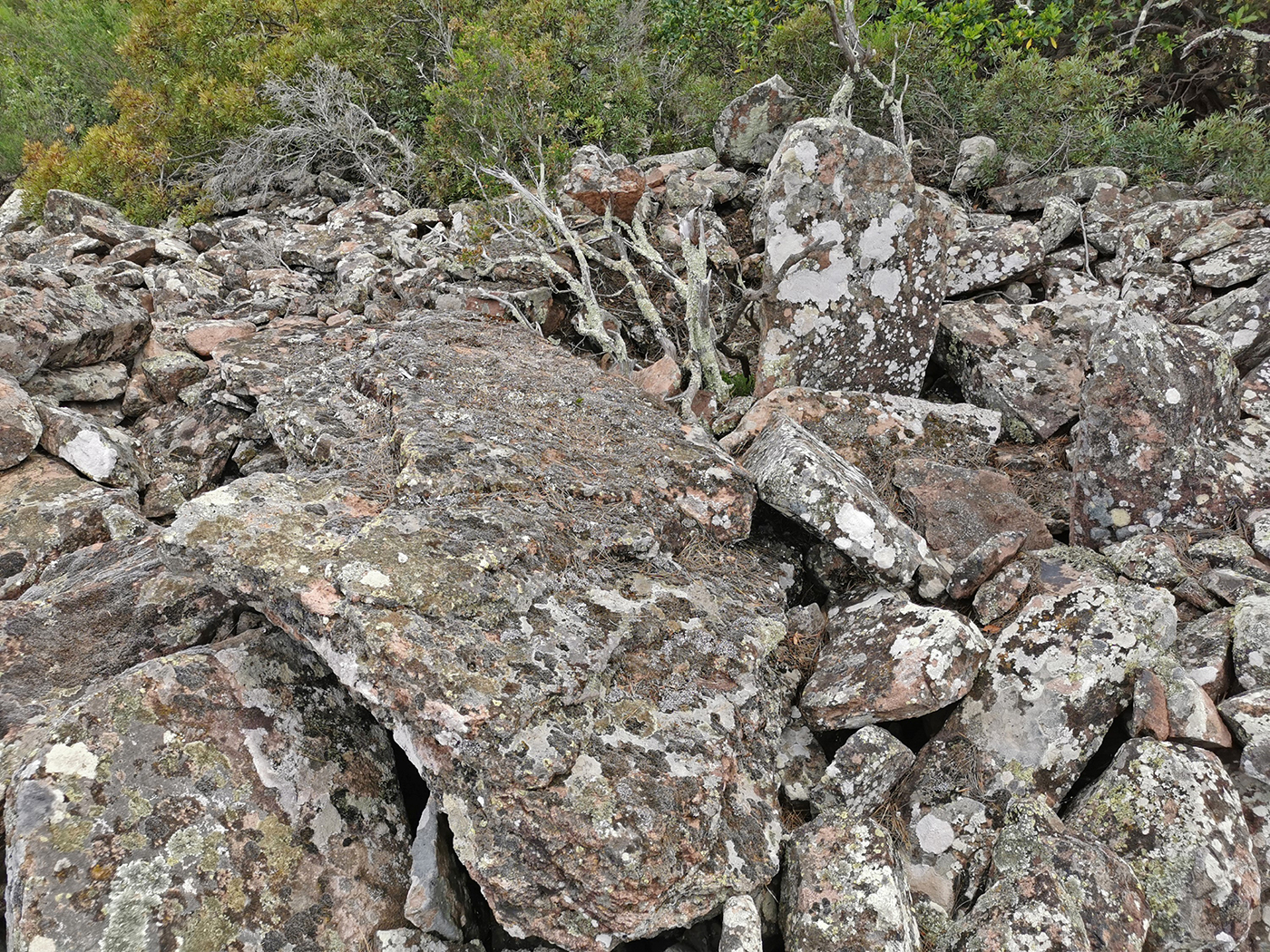
Dalle de couverture